# Olympische Winterspiele 1968/Teilnehmer (Norwegen)
| Gelbes Symbol für Goldmedaillen mit stilisierten Olympischen Ringen | Graues Symbol für Silbermedaillen mit stilisierten Olympischen Ringen | Braundes Symbol für Bronzemedaillen mit stilisierten Olympischen Ringen |
| ------------------------------------------------------------------- | --------------------------------------------------------------------- | ----------------------------------------------------------------------- |
| 6                                                                   | 6                                                                     | 2                                                                       |

Norwegen nahm an den X. Olympischen Winterspielen 1968 im französischen Grenoble mit einer Delegation von 65 Athleten in acht Disziplinen teil, davon 54 Männer und 11 Frauen. Mit sechs Gold-, sechs Silber- und zwei Bronzemedaillen war Norwegen die erfolgreichste Nation bei den Spielen.
Fahnenträger bei der Eröffnungsfeier war der Skispringer Bjørn Wirkola.

## Teilnehmer nach Sportarten

### Biathlon
- Jon Istad
20 km Einzel: 11. Platz (1:21:43,1 h)
4 × 7,5 km Staffel: Silber  (2:14:50,2 h)

- Olav Jordet
4 × 7,5 km Staffel: Silber  (2:14:50,2 h)

- Magnar Solberg
20 km Einzel: Gold  (1:13:45,9 h)
4 × 7,5 km Staffel: Silber  (2:14:50,2 h)

- Ragnar Tveiten
20 km Einzel: 26. Platz (1:27:17,4 h)

- Ola Wærhaug
20 km Einzel: 13. Platz (1:22:12,9 h)
4 × 7,5 km Staffel: Silber  (2:14:50,2 h)

### Eishockey
Männer
| - Kåre Østensen - Thor Martinsen - Terje Steen - Svein Norman Hansen - Tor Gundersen - Odd Syversen - Arne Mikkelsen - Christian Petersen - Rodney Riise | - Per Skjerwen Olsen - Steinar Bjølbakk - Svein Haagensen - Georg Smefjell - Trygve Bergeid - Terje Thoen - Olav Dalsøren - Bjørn Johansen |

- 11. Platz

### Eisschnelllauf
Männer
- Ivar Eriksen
1500 m: Silber  (2:05,0 min)

- Roar Grønvold
500 m: 13. Platz (41,1 s)

- Per Willy Guttormsen
5000 m: 4. Platz (7:27,8 min)
10.000 m: 4. Platz (15:32,6 min)

- Arne Herjuaune
500 m: 5. Platz (40,7 s)

- Johan Lind
500 m: 29. Platz (42,3 s)

- Fred Anton Maier
5000 m: Gold  (7:22,4 min, Weltrekord)
10.000 m: Silber  (15:23,9 min)

- Svein-Erik Stiansen
1500 m: 7. Platz (2:05,5 min)
5000 m: 12. Platz (7:39,6 min)

- Magne Thomassen
500 m: Silber  (40,5 s)
1500 m: 4. Platz (2:05,1 min)
10.000 m: 7. Platz (15:44,9 min)

- Bjørn Tveter
1500 m: 5. Platz (2:05,2 min)

Frauen
- Kirsti Biermann
500 m: 8. Platz (46,8 s)
1000 m: 9. Platz (1:35,0 min)

- Kari Kåring
1500 m: 14. Platz (2:29,9 min)
3000 m: 17. Platz (5:20,6 min)

- Lisbeth Korsmo-Berg
500 m: 11. Platz (47,0 s)
1000 m: 13. Platz (1:36,8 min)
1500 m: 17. Platz (2:30,7 min)
3000 m: 16. Platz (5:19,6 min)

- Sigrid Sundby
500 m: 6. Platz (46,7 s)
1000 m: 6. Platz (1:34,5 min)
1500 m: 4. Platz (2:25,2 min)
3000 m: 9. Platz (5:13,3 min)

### Nordische Kombination
- Gjert Andersen
Einzel (Normalschanze / 15 km): 40. Platz (323,69)

- Kåre Olav Berg
Einzel (Normalschanze / 15 km): 28. Platz (375,60)

- Mikkel Dobloug
Einzel (Normalschanze / 15 km): 19. Platz (391,90)

- Markus Svendsen
Einzel (Normalschanze / 15 km): 27. Platz (377,85)

### Rennrodeln
Männer, Einsitzer
- Jan-Axel Strøm
21. Platz (2:57,14 min)

- Rolf Greger Strøm
19. Platz (2:56,99 min)

### Ski Alpin
Männer
- Lasse Hamre
Abfahrt: 34. Platz (2:06,93 min)
Slalom: 14. Platz (1:44,15 min)

- Jon Terje Øverland
Abfahrt: 23. Platz (2:05,34 min)
Riesenslalom: 25. Platz (3:39,57 min)
Slalom: 17. Platz (1:44,88 min)

- Bjarne Strand
Abfahrt: 17. Platz (2:03,20 min)
Riesenslalom: 29. Platz (3:41,17 min)
Slalom: 22. Platz (1:47,38 min)

- Otto Tschudi
Abfahrt: Rennen nicht beendet
Riesenslalom: Rennen nicht beendet

- Håkon Mjøen
Riesenslalom: 19. Platz (3:38,34 min)
Slalom: im Finale disqualifiziert

Frauen
- Aud Hvammen
Riesenslalom: 28. Platz (2:01,30 min)
Slalom: disqualifiziert

- Dikke Eger-Bergmann
Slalom: Rennen nicht beendet

### Skilanglauf
Männer
- Gjermund Eggen
30 km: 34. Platz (1:43:29,6 h)

- Ole Ellefsæter
50 km: Gold  (2:28:45,8 h)
4 × 10 km Staffel: Gold  (2:08:33,5 h)

- Harald Grønningen
15 km: Gold  (47:54,2 min)
30 km: 13. Platz (1:38:26,7 h)
4 × 10 km Staffel: Gold  (2:08:33,5 h)

- Reidar Hjermstad
15 km: 17. Platz (50:25,7 min)
50 km: 8. Platz (2:31:01,8 h)

- Odd Martinsen
15 km: 8. Platz (48:59,3 min)
30 km: Silber  (1:36:28,9 h)
50 km: 18. Platz (2:33:51,4 h)
4 × 10 km Staffel: Gold  (2:08:33,5 h)

- Lorns Skjemstad
30 km: 11. Platz (1:37:53,4 h)

- Pål Tyldum
15 km: 7. Platz (48:42,0 min)
50 km: 4. Platz (2:29:26,7 h)
4 × 10 km Staffel: Gold  (2:08:33,5 h)

Frauen
- Inger Aufles
5 km: 7. Platz (16:58,1 min)
10 km: Bronze  (37:59,9 min)
3 × 5 km Staffel: Gold  (57:30,0 min)

- Tone Dahle
5 km: 28. Platz (18:09,1 min)

- Babben Enger-Damon
5 km: 21. Platz (17:43,3 min)
10 km: 8. Platz (38:54,4 min)
3 × 5 km Staffel: Gold  (57:30,0 min)

- Katharina Mo-Berge
10 km: 17. Platz (39:35,4 min)

- Berit Mørdre
5 km: 10. Platz (17:11,9 min)
10 km: Silber  (37:54,6 min)
3 × 5 km Staffel: Gold  (57:30,0 min)

### Skispringen
- Jo Inge Bjørnebye
Normalschanze: 31. Platz (190,4)

- Lars Grini
Normalschanze: 13. Platz (206,1)
Großschanze: Bronze  (214,3)

- Jan Olaf Roaldset
Normalschanze: 21. Platz (197,7)
Großschanze: 13. Platz (202,6)

- Bent Tomtum
Großschanze: 5. Platz (212,2)

- Bjørn Wirkola
Normalschanze: 4. Platz (212,0)
Großschanze: 23. Platz (189,3)